# Долгополово
Долгопо́лово (рос. Долгополово) — присілок у складі Кропивинського округу Кемеровської області, Росія.

## Населення
Населення — 129 осіб (2010; 177 у 2002).
Національний склад (станом на 2002 рік):
- росіяни — 95 %